# Édouard Rottiers
Édouard Rottiers (ur. w 1898) – belgijski zapaśnik walczący w stylu klasycznym. Olimpijczyk z Paryża 1924, gdzie zajął trzynaste miejsce w wadze piórkowej.

## Turniej wParyżu 1924
| Konkurencja          | Walki                 | Walki                 | Walki                | Klas. końcowa |
| Konkurencja          | Przeciwnik I          | Przeciwnik II         | Przeciwnik III       | Miejsce       |
| -------------------- | --------------------- | --------------------- | -------------------- | ------------- |
| 62 kg styl klasyczny | Voldemar Väli (EST) P | Hilair Fettes (LUX) Z | Ödön Radvány (HUN) P | 13.           |